# Fouriertransform
Fouriertransformen (svenskt uttal /fʊrɪˈjeː/, efter Jean Baptiste Joseph Fourier) är en transform som ofta används till att överföra en funktion från tidsplanet till frekvensplanet. Där uttrycks funktionen som summan av sina sinusoidala basfunktioner, eller deltoner. En förutsättning är att basfunktionerna är ortogonala. Det gör till exempel en transformering till eller från frekvensplanet relativt enkel. 
Fouriertransformen är definierad för såväl tidskontinuerliga som tidsdiskreta signaler. När den används på tidsbegränsade eller periodiska signaler benämns resultatet normalt Fourierserier.
Efter den moderna tidens datorutveckling (från ca 1960) aktualiserades metoden då man började kunna tillverka signalprocessorer dedikerade till diskret fouriertransform. Behovet av effektiv programkod ledde bland annat till utveckling av den snabba fouriertransformen, som möjliggjort att inte vara beroende av signalprocessorer, utan kunna utföra transformerna i realtid med mjukvaruimplementering i generella processorer. Utvecklingen av metoder och processorteknologi möjliggör en fortgående utveckling av applikationer och tillämpningar.

## Definitioner

### Tidskontinuerlig fouriertransform
Fouriertransformen för en integrerbar funktion {\displaystyle f:\mathbb {R} \rightarrow \mathbb {C} }, definieras som:
{\displaystyle F(\omega )={\mathcal {F}}(f(t))=\ \int _{-\infty }^{\infty }f(t)e^{-i\omega t}\,dt}
För lämpliga funktioner f, kan f återskapas från F genom motsvarande inverstransform:
{\displaystyle f(t)={\mathcal {F}}^{-1}(F(\omega ))={\frac {1}{2\pi }}\int _{-\infty }^{\infty }F(\omega )e^{i\omega t}\,d\omega }
Basfunktionerna är:
{\displaystyle \Phi (t,\omega )=e^{i\omega t},\ \omega ,t\in \mathbb {R} }
De är ortogonala:
{\displaystyle \left\langle \Phi (t,\omega _{1}),\Phi (t,\omega _{2})\right\rangle =\lim _{T\rightarrow \infty }{\frac {1}{2T}}\int _{-T}^{T}\Phi (t,\omega _{1})\Phi ^{*}(t,\omega _{2})\,dt}
{\displaystyle =\lim _{T\rightarrow \infty }{\frac {1}{2T}}\int _{-T}^{T}e^{i\omega _{1}t}e^{-i\omega _{2}t}\,dt={\begin{cases}1,&{\mbox{om }}\omega _{1}=\omega _{2}\\0,&{\mbox{annars}}\end{cases}}}
Den tidskontinuerliga fouriertransformen är en variant av Laplacetransformen, med parametern {\displaystyle s=i\omega }. Egenskaper för fouriertransformen är:
- Linjäritet

{\displaystyle {\mathcal {F}}\left(af(t)+bg(t)\right)=a{\mathcal {F}}(f(t))+b{\mathcal {F}}(g(t))=aF(\omega )+bG(\omega )}
- Derivering

{\displaystyle {\mathcal {F}}\left({\frac {d^{(n)}f(t)}{dt^{(n)}}}\right)=(i\omega )^{(n)}F(\omega )}
{\displaystyle {\mathcal {F}}((-it)^{n}f(t))={\frac {d^{(n)}F(\omega )}{d\omega ^{(n)}}}}
- Faltning och multiplikation

{\displaystyle {\mathcal {F}}(f*g(t))=F(\omega )G(\omega )}
{\displaystyle {\mathcal {F}}(f(t)g(t))={\frac {1}{2\pi }}F*G(\omega )}
- Tids- och frekvensförskjutning

{\displaystyle {\mathcal {F}}(f(t-T))=e^{-i\omega T}F(\omega )}
{\displaystyle {\mathcal {F}}(e^{i\Omega t}f(t))=F(\omega -\Omega )}

### Tidsdiskret fouriertransform
Fouriertransformen för en reell- eller komplexvärd funktion {\displaystyle f(n),n\in \mathbb {Z} }, definieras som:
{\displaystyle F(\omega )={\mathcal {F}}(f(n))=\sum _{n=-\infty }^{\infty }f(n)e^{-i\omega n}}
Motsvarande inverstransform:
{\displaystyle f(n)={\mathcal {F}}^{-1}(F(\omega ))={\frac {1}{2\pi }}\int _{-\pi }^{\pi }F(\omega )e^{i\omega n}\,d\omega }
Basfunktionerna är:
{\displaystyle \Phi (n,\omega )=e^{i\omega n},\quad \omega \in \{\mathbb {R} :\,[-\pi ,\pi ]\}}
De är ortogonala:
{\displaystyle \left\langle \Phi (n,\omega _{1}),\Phi (n,\omega _{2})\right\rangle =\lim _{N\rightarrow \infty }{\frac {1}{2N+1}}\sum _{n=-N}^{N}\Phi (n,\omega _{1})\Phi ^{*}(n,\omega _{2})}
{\displaystyle =\lim _{N\rightarrow \infty }{\frac {1}{2N+1}}\sum _{n=-N}^{N}e^{i\omega _{1}n}e^{-i\omega _{2}n}={\begin{cases}1,&{\mbox{om }}\omega _{1}=\omega _{2}\\0,&{\mbox{annars}}\end{cases}}}
Den tidsdiskreta fouriertransformen är en variant av Z-transformen, med parametern {\displaystyle z=e^{i\omega }}. Egenskaper för fouriertransformen är:
- Linearitet

{\displaystyle {\mathcal {F}}\left(af(n)+bg(n)\right)=a{\mathcal {F}}(f(n))+b{\mathcal {F}}(g(n))=aF(\omega )+bG(\omega )}
- Derivering

{\displaystyle {\mathcal {F}}((-in)^{m}f(t))={\frac {d^{m}F(\omega )}{d\omega ^{m}}}}
- Faltning och multiplikation

{\displaystyle {\mathcal {F}}(f*g(n))=F(\omega )G(\omega )}
{\displaystyle {\mathcal {F}}(f(n)g(n))={\frac {1}{2\pi }}F*G(\omega )} (cyklisk faltning över {\displaystyle 2\pi })
- Tids- och frekvensförskjutning

{\displaystyle {\mathcal {F}}(f(n-m))=e^{-i\omega m}F(\omega )}
{\displaystyle {\mathcal {F}}(e^{i\Omega n}f(n))=F(\omega -\Omega )}
{\displaystyle \Phi (n,\omega )} (och därmed {\displaystyle F(\omega )}) är en periodisk funktion med periodiciteten {\displaystyle 2\pi }.

## Användning
Fouriertransformen har stor betydelse inom signalteori och frekvensanalys, men även mer allmänt finns betydelsefulla tillämpningar inom områden som till exempel statistik, kryptologi, astronomi, magnetkamera och ultraljud.

### Inom matematiken
Fouriertransformen är ett kraftfullt verktyg vid lösning av differentialekvationer samt inom statistiken. I form av snabb fouriertransform kommer den till användning även i talteori vid beräkning av produkten mellan tal med valfritt antal siffrors noggrannhet och är därmed av stor betydelse även inom kryptologi.

### Inom signalbehandling, radio, ljud, bild och data
I form av FFT (Fast Fourier Transform) används den numera även rutinmässigt, "inbyggd" i signalprocessorer i samband med dataöverföring, filtrering med mera men idag även vid  modulation/demodulation, exempelvis vid Software-defined radio (SDR) som inneburit helt nya möjligheter till energieffektiv signalbehandling inom radiotekniken, och då även inom astronomin. Samma teknik kommer till mer vardagligt bruk i samband med datalagring, för ljud- och bildbehandling, digital television, vid kryptering och vid komprimering till mp3 eller jpeg.

### Inom interferometrin
Det finns exempel på att använda Fouriertransformen inom optiken, radartekniken, exempelvis vid dopplerradar som har viss likhet med astronomisk interferometri som möjliggjorts via FFT där ett av de mer berömda exemplen är den topografiska kartering av planeten Mars som kunde göras med teleskop från jorden. Just denna teknik används även vid ekolodning med side scan sonar som används vid marinarkeologi för att i realtid visa bottentopografin, sjunkna föremål, idag översvämmade fornlämningar med mera. 

### Inom medicinsk diagnostik
Utan signalbehandling med signalprocessorer och FFT hade ultraljudsdiagnostik och magnetkameror inte funnits.
När EEG-data analyseras med hjälp av FFT transformeras EEG-data till de olika komponenternas frekvenser, vilket möjliggör att upptäcka spektra av patologiska EEG-mönster som annars skulle kräva mycket träning och vara mycket tidsödande att manuellt hitta i den stora mängd data som framställs.